# Хоминьский, Юзеф
Юзеф Михал Хоминьский (пол. Józef Michał Chomiński; 24 августа 1906, Острув, под Пшемыслем — 20 февраля 1994, Варшава) — польский музыковед.

## Очерк биографии и творчества
Окончил Львовский национальный университет имени Ивана Франко. На протяжении многих лет профессор Варшавского университета.
Учился игре на фортепиано  в Высшем музыкальном институте им. Н. В. Лысенко во Львове, историю музыки изучал под руководством А. Хыбиньского. С 1930-х гг. Хоминьский работал над исследованиями по истории польской музыки. Вместе с Зофьей Лисса подготовил антологию «Музыка польского Возрождения. Избранные произведения XVI — начала XVII веков» (англ. Muzyka polskiego Odrodzenia. Wybór utworów z XVI i początku XVII wieku; Краков, 1955), богато иллюстрированную репродукциями оригинальных нот. Хоминьский опубликовал целый ряд работ о творчестве Фридерика Шопена и Кароля Шимановского — одна из них, «Шимановский и Скрябин», вошедшая затем в сборник «Исследования о сочинениях Шимановского» (пол. Studia nad twórczością Karola Szymanowskiego; 1969), появилась прежде по-русски. «История гармонии и контрапункта» (пол. Historia harmonii i kontrapunktu) вышла в трёх томах (1958, 1962, 1990), первые два в 1979 г. изданы также в украинском переводе. Выпустил также обзорную книгу «Музыка народной Польши» (пол. Muzyka Polski Ludowej; 1968), подготовил двухтомный «Словарь польских музыкантов» (пол. Słownik muzyków polskich; 1964—1967). Совместно с женой, Крыстыной Вилковской-Хоминьской, Хоминьский опубликовал фундаментальные труды — пятитомник «Музыкальные формы» (пол. Formy muzyczne; Краков, 1974—1987), двухтомную (краткую) «Историю музыки» (пол. Historia Muzyki; Краков, 1989-90) и (посмертно) первые две части многотомника «История польской музыки» (пол. Historia muzyki polskiej; Краков, 1995–96). Совместно с Терезой Далилой Турло выпустил комментированный каталог произведений Шопена (пол. Katalog Dzieł Fryderyka Chopina; Краков, 1990, 518 стр.).
Как теоретик Хоминьский начиная со второй половины 1950-х гг. (статья «Вопросы композиторской техники XX века», 1956) разрабатывал концепцию «сонористики» (ввёл этот термин в статье 1961 года) — направления в музыке, кардинально переносящего основную нагрузку в произведении с тона на тембр; начиная с 1960-х гг. эти идеи Хоминьского, как и термины «соноризм», «сонористика» (которые польская теория музыки различает), получили широкое распространение в связи с нарастающим мировым признанием польской композиторской школы и прежде всего Кшиштофа Пендерецкого, чьё раннее творчество по-прежнему описывается на основе введённой Хоминьским системы понятий — например, в монографии Дануты Мирка «Сонористический структурализм Кшиштофа Пендерецкого» (англ. The Sonoristic Structuralism of Krzysztof Penderecki; 1997).

## Избранные труды
- Z zagadnień techniki kompozytorskiej XX wieku // Muzyka I/3 (1956), pp.23–48.
- Technika sonorystyczna jako przedmiot systematycznego szkolenia // Muzyka VI/3 (1961), pp.3–10.
- (соавтор: K. Wilkowska-Chomińska) Historia Muzyki. Cz. 1-2. Kraków, 1989-90.
- (соавтор: K. Wilkowska-Chomińska) Historia muzyki polskiej. Cz. 1-2. Kraków, 1995-96.